# Дэвис, Уилли
Уильям Делфорд Дэвис (24 июля 1934 — 15 апреля 2020) — американский спортсмен, предприниматель, игрок в американский футбол, бывший дефенсив энд Национальной Футбольной Лиги, игравший за Кливленд Браунс и Грин-Бей Пэкерс. Дэвис — выпускник университета Грэмблинг.

## Биография
В течение карьеры в Грин-Бэй Дэвис носил номер 87 и в течение 10 сезонов был основой линии защиты команды. Отыграв 162 игры в течение карьеры в НФЛ и 138 из них подряд 138. Дэвис был в команде Ломбарди включая все 5 чемпионских побед, и играл в Супербоуле I и II.
В период игры Дэвиса не велась статистика для тэклов и сакс. Однако, Джон Тёрней, представитель Исследовательской Ассоциации Профессионального Футбола, сообщил, что Дэвис имеет более чем 100 сэков за 10 летнюю карьеру в Грин-Бей. Вполне вероятно 120, включая 40 только в сезонах 1963—1965. Сам Дэвис говорил следующее: «Я думаю, что возможно являюсь абсолютным лидером команды по сэкам. Я играл 10 лет и имею примерно 10 сэков за сезон. В одном из сезонов я сделал 25 сэков. Пол Хорнинг, однажды напомнил мне об этом». Дэвис 5 раз награждался All-Pro (1962, 1964—1967). Также он 5 раз выбирался в Пробоул (1963—1967)
За свою карьеру в Пэкерс Дэвис подобрал 21 фамбла, что даже через три десятка лет после его ухода из футбола оставалось рекордом клуба. В честь окончания карьеры Дэвиса Пэкерс организовали «Уилли Дэвис День» 21 декабря,1969 года. После завершения карьеры игрока Дэвис остался в совете директоров клуба.
В начале 1970-х Дэвис работал ассистентом комментатора НБС на играх НФЛ. Он был внесён в Зал Славы Профессионального Футбола в 1981 году. В 1986, Дэвис был назван «Человеком года Уолтера Кэмпа». В 1987 он получил награду «За заслуги в карьере» от организации ветеранов НФЛ и в 1988 выбран в Зал Славы Спорта Висконсина. В 1999 году журнал Спортивные Новости назвал его 69 из 100 величайших футболистов.
Дэвис является членом братства Kappa Alpha Psi. Он получил степень MBA в Высшей школе бизнеса Университета Чикаго в 1968 году. Он являлся или являлся членом правления компаний: Alliance Bank, Dow Chemical (1988—2006), Johnson Controls (1991—2006), K-Mart, LA Gear, Manpower (2001-), Metro-Goldwyn-Mayer (1999), MGM Mirage, Rally’s Inc., Сара Ли (1983), Schlitz Brewing и WICOR Inc. Он был президентом All-Pro Broadcasting, радиостанций KHTI, KATY-FM, WLDB-FM, WLUM-FM и WZTI с 1976 года.
Сын Дэвиса — актер Дуэйн Дэвис.